# Retowo (województwo pomorskie)
Retowo (kaszb. Rto lub też Rótowò, niem. Rotten) – wieś w Polsce położona w województwie pomorskim, w powiecie słupskim, w gminie Smołdzino na Wybrzeżu Słowińskim. Do wsi tej należy jedynie kilka budynków położonych na wysokim południowym brzegu jeziora Gardno. 
W latach 1975–1998 miejscowość położona była w województwie słupskim.
W 2011 miejscowość liczyła 28 mieszkańców.

## Nazwa
Nazwa, wzmiankowana po raz pierwszy w 1417, ma genezę słowiańską i charakter dzierżawczy. Powstała przez dodanie do nazwy osobowej Rot, Rota formantu -owo. Friedrich Lorentz odnotował formę nazwy miejscowości w lokalnych gwarach słowińskich: Rtʉ̀ɵ̯ wraz z nazwami mieszkańców: Rcȯ́u̯n : Rcȯ́ų̯n, Rcȯ́u̯nkă : Rcȯ́ų̯nkă „retowianin, retowianka”. Niemiecka nazwa Rotten jest adaptacją fonetyczną nazwy słowiańskiej, a współczesna polska nazwa Retowo w miejsce spodziewanych *Rotowo czy *Rto – niedokładną resubstytucją nazwy niemieckiej.
Rada Języka Kaszubskiego proponuje kaszubską formę nazwy Retowò.